# Aenne Willkomm
Aenne Willkomm, auch Änne Willkomm, (* 17. Juni 1902 in Shanghai, Chinesisches Kaiserreich; † 20. Juni 1979 in Hamburg, Bundesrepublik Deutschland) war eine deutsche Kostümbildnerin mit kurzer Karriere beim Film der 1920er Jahre.

## Leben und Wirken

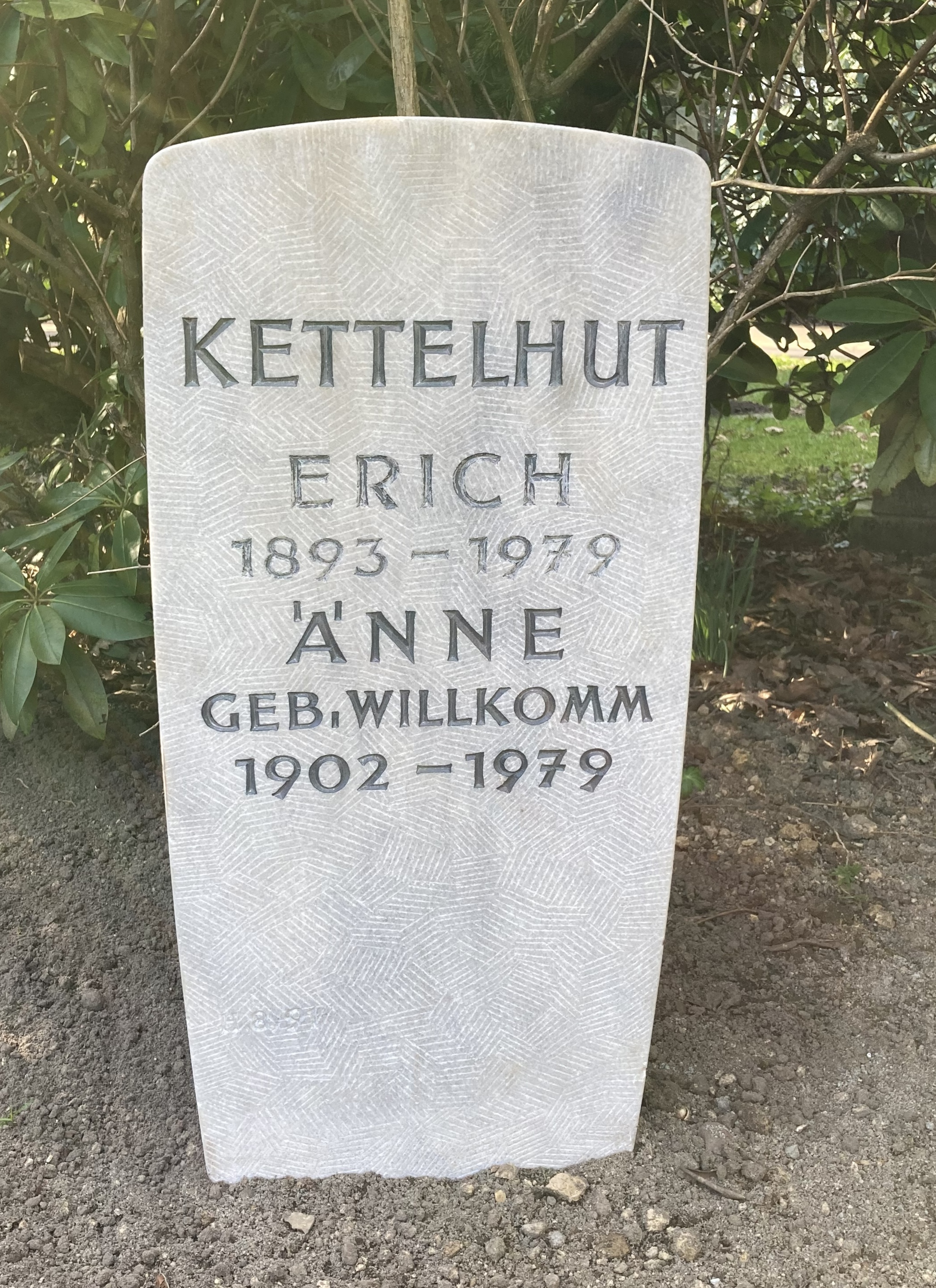
Stein Kettelhut/Willkomm im Garten der Frauen auf dem Friedhof Ohlsdorf

Über Aenne Willkomms Herkunft ist derzeit nichts bekannt. Sie kam kurz nach ihrer Ausbildung 20-jährig zum Film, wo sie, gemeinsam mit dem erfahrenen Kollegen Heinrich Umlauff, die Kostüme zu Fritz Langs zweiteiliger Großproduktion Die Nibelungen entwerfen durfte. Der enorme Erfolg des Films führte dazu, dass Willkomm 1925 auch für den Entwurf der wegweisenden, futuristischen Kostüme von Langs Metropolis-Film verpflichtet wurde. Ihre Einkleidung der Maria (Brigitte Helm) sollte Akzente setzen. Wie Aenne Willkomm Anfang 1927 in einem Zeitungsinterview erklärte, beabsichtigte sie mit ihren dort verwendeten Entwürfen „den Realismus und die Authentizität des Phantastischen“ zu betonen. Anschließend steuerte Aenne Willkomm nur noch zu zwei Filmen Kostüme bei.
Nach der Arbeit an der Neuverfilmung von Hermann Sudermanns Der Katzensteg (1927) zog sich die Modeschöpferin aus dem Berufsleben zurück und heiratete den Filmarchitekten Erich Kettelhut, mit dem sie erstmals bei den „Nibelungen“ zusammengearbeitet hatte. Das Ehepaar lebte bis zuletzt in Hamburg, Aenne Willkomm überlebte ihren Mann nur um gut drei Monate.
Der Grabstein des Ehepaares – ursprünglich Grabstätte 91 im Planquadrat H 8 südwestlich vom Rosengarten nahe der Bergstraße – befindet sich seit März 2022 im Garten der Frauen des Ohlsdorfer Friedhofs.

## Filmografie (komplett)
- 1922/24: Die Nibelungen (2 Teile / Kostüme mit Heinrich Umlauff)
- 1924: Mein Leopold
- 1926: Metropolis
- 1926: Schwester Veronika
- 1927: Der Katzensteg